# 弗雲基 (切爾沃諾阿爾米西克區)
50°18′50″N 28°10′4″E / 50.31389°N 28.16778°E
弗雲基（烏克蘭語：В'юнки）是烏克蘭北部的村莊，隸屬日托米爾州的日托米爾區。該村始建於十九世紀，海拔高度234米，2001年人口221。